# Johann Albrecht Siegwitz

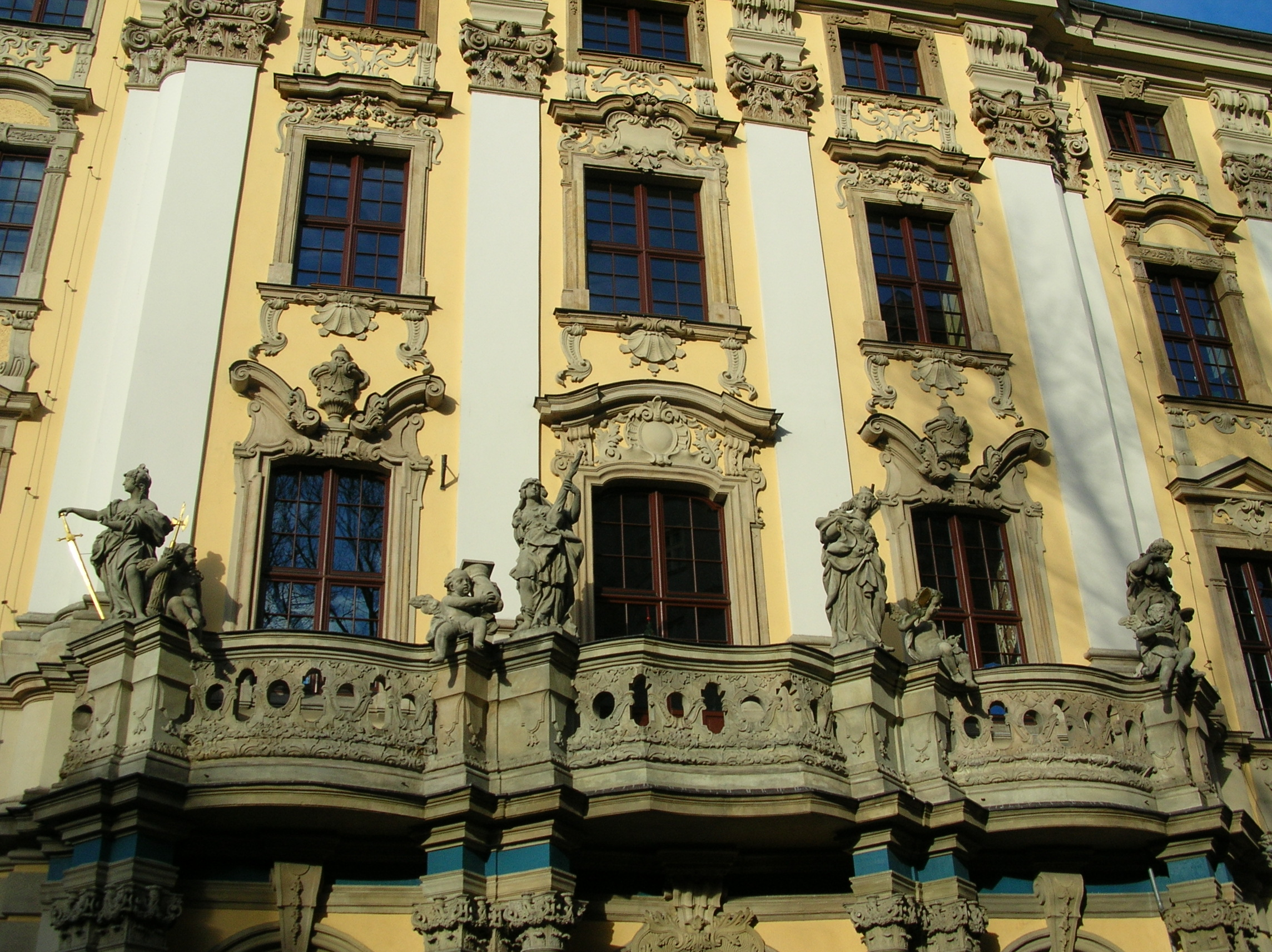
Vier Kardinaltugenden

Johann Albrecht Siegwitz (Nachname auch Siegewitz; * in Bamberg, Hochstift Bamberg; † 1756 oder später, vermutlich in Breslau) war ein deutscher Bildhauer, der zunächst in Prag und ab 1724 überwiegend in Breslau tätig war.

## Leben

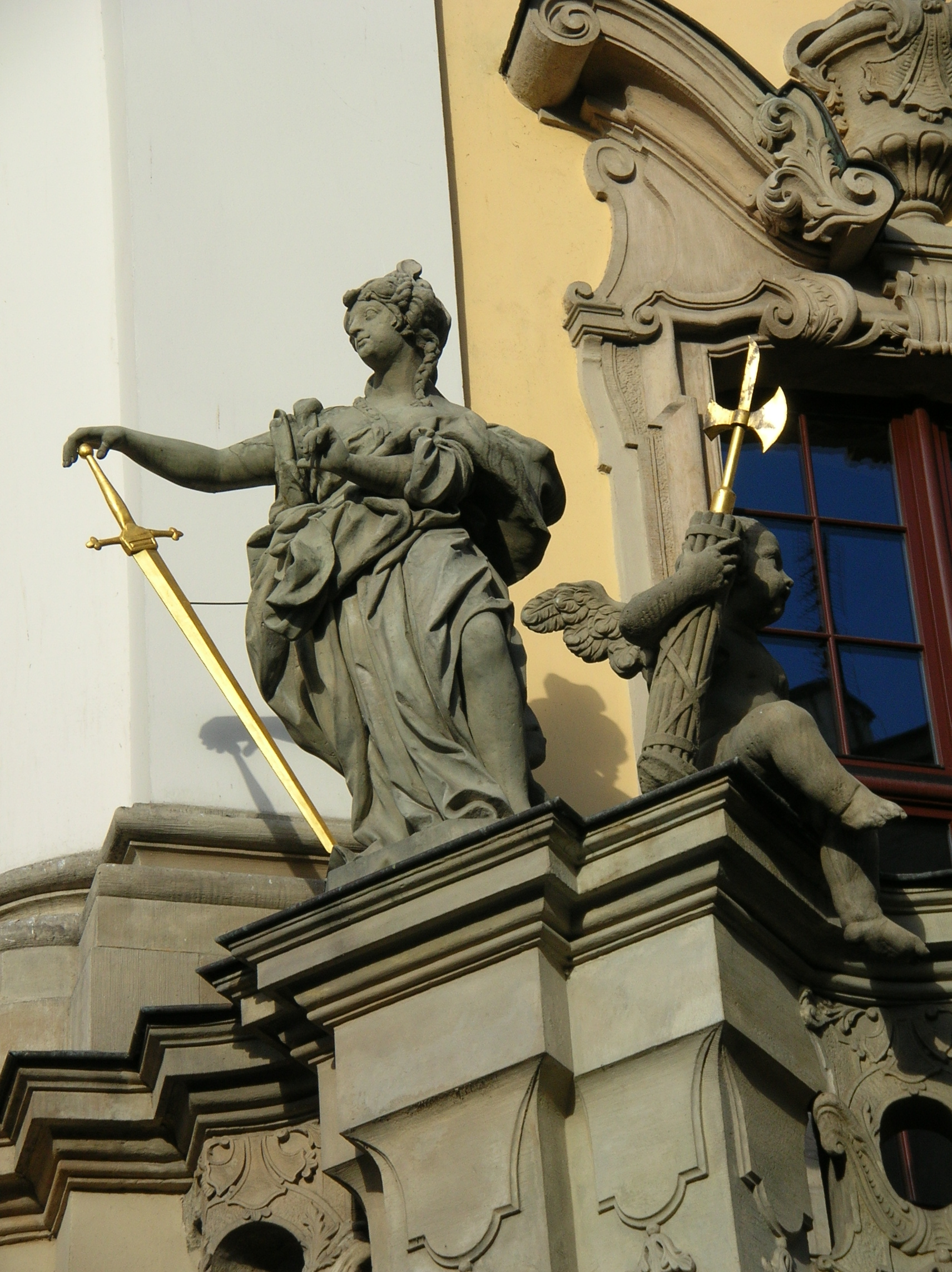
Ausschnitt

Seine genauen Lebensdaten sind bisher nicht bekannt. Es ist möglich, dass er seinen Beruf in Prag erlernte und dort auch tätig war. Erstmals belegt ist er für das Jahr 1724. Damals ließ er sich, von Prag kommend, in Breslau nieder, wo er noch 1756 lebte. In Breslau schuf er Bildwerke mit ausgeprägten Licht-Schatten-Effekten, die auf die Prager Schule der Bildhauer Ferdinand Maximilian Brokoff und Matthias Bernhard Braun verweisen. Herausragenden Arbeiten schuf er für die damals jesuitische Universität Breslau mit ihrer Aula Leopoldina. Zu seinem Breslauer Kollegenkreis gehörten u. a. der Jesuit Christoph Tausch, Franz Joseph Mangoldt, Johann Georg Urbansky, Felix Anton Scheffler, Christian Philipp Bentum, Johann Christoph Handke und der Steinmetz Johann Adam Karinger. Seine Auftraggeber waren die Jesuiten und andere kirchliche Institutionen sowie Adelsfamilien.

## Werke (Auswahl)
- Breslau:
  - Jesuitenkirche vom Allerheiligsten Herzen Jesu (ab 1819 Pfarrkirche St. Matthias): Schnitzwerke des Hauptaltars (1722–1724); Franz-Xaver-Altar (1729–1734; zusammen mit Franz Joseph Mangoldt); Figuren der Hl. Ignatius von Loyola und Franz Xaver am Triumphbogen; zwei Engelgruppen (1726)[2]
  - Hauptgebäude der Universität (vormals Jesuitenkolleg)
    - Figuren der Vier Kardinaltugenden[3]
    - Mitarbeit am Oratorium Marianum[4]
    - Figur des hl. Ignatius in einer Nische der Südfront

  - Elisabethkirche: Epitaph für Georg Teubner (1736) und Epitaph für Johann Christoph Meyer (1749)[5]
  - Breslauer Dom: Epitaph für Dompropst Kornelius von Strattmann (nach 1734)
  - Dominikanerinnenkirche: Fassadenschmuck (um 1740)
  - Nepomukdenkmal vor der Kreuzkirche (jetzt plac Kościelny), zusammen mit Johann Georg Urbansky und Johann Anton Karinger nach Entwurf von Christoph Tausch
  - St. Vinzenz, Mausoleum nach Entwurf des Architekten Christoph Hackner für Abt Ferdinand von Hochberg: vier Engel unter dem Gewölbe (Vertrag von 1724, aufgestellt 1727); am Äußeren: vier Sandsteinfiguren mit den Hl. Barbara, Hedwig, Johann Nepomuk und Karl Borromäus.
  - Ehemaliges Sommerpalais der Breslauer Bischöfe (Websky-Schlösschen): Figuren der Vier Jahreszeiten an der Fassade (1749/50)
- In der Umgebung von Breslau:
  - Kammendorf: Nepomukdenkmal[6]
  - Briese, Schloss für Anna Sophie von Promnitz: Bildhauerarbeiten
  - Zessel, Filialkirche: Wandepitaph für General Ernst Wilhelm von Salisch († 1711) und dessen Frau Anna Sophie von Kospoth († 1746) (zugeschrieben)
  - Groß Tinz: Skulpturen für den Park des nach 1945 zerstörten Schlosses.
- In Glatz:
  - Mariä-Himmelfahrt-Kirche: Schnitzwerke für den von Christoph Tausch entworfenen Hauptaltar (1728/29)